# Seija Leino
Seija Leino (Tampere, 1º maggio 1965) è un'ex cestista finlandese.

## Carriera
Con la Finlandia ha disputato i Campionati europei del 1987.